# 36-я гвардейская стрелковая дивизия
36-я гвардейская стрелковая Верхнеднепровская Краснознамённая орденов Суворова и Кутузова дивизия — воинское соединение РККА, принимавшее участие в Великой Отечественной войне.
Сокращённое наименование — 36 гв. сд.

## История формирования
Сформирована с 1 по 5 августа 1942 года в городе Киржач Ивановской области на базе 9-го воздушно-десантного корпуса как 36-я гвардейская стрелковая дивизия на основании директивы НКО № орг/2/786742сс от 30 июля 1942 года по штатам № 04/314. Воздушно-десантные бригады были переформированы в гвардейские стрелковые полки: 20-я вдбр — в 104-й (командир — гв. майор Ф. О. Быков), 21-я вдбр — в 106-й (командир — гв. майор Г. П. Кетов), 22-я вдбр — в 108-й (командир — гв. майор П. Н. Федотов). В дивизию также вошли вновь сформированные части: 41-й отдельный гвардейский сапёрный батальон, 47-й отдельный гвардейский пулемётный батальон, 39-й отдельный гвардейский истребительный противотанковый дивизион, 41-я отдельная гвардейская зенитная батарея, 38-я отдельная гвардейская разведывательная рота, 47-я отдельная гвардейская рота связи, 41-я отдельная гвардейская рота химической защиты, 39-я отдельная гвардейская автомобильная рота подвоза.
Командование дивизией принял бывший командир 9-го вдк полковник Денисенко М. И., военным комиссаром дивизии был назначен — бригадный комиссар Кудрявцев И. В., заместителем командира дивизии — полковник Борисов М. Ф., а начальником политотдела — полковой комиссар Денисов Г. И.
Дивизия была укомплектована комсомольцами-добровольцами Урала, Сибири, Дальнего Востока и республик Средней Азии, в том числе около 700 курсантов из различных училищ Московского военного округа. Формирование дивизии происходило в сжатые сроки, 5 августа 1942 года части дивизии начали погрузку в железнодорожные эшелоны и 11 августа первые эшелоны дивизии начали разгружаться на станциях Сарепта и Чапурники Сталинградской области, где вошла в состав 57-й армии. До середины августа дивизия продолжала доукомплектование, в её состав вошли: 40-й отдельный гвардейский медсамбат, полевая хлебопекарня, ветеринарный лазарет, полевая почта и полевое отделение Госбанка. Части дивизии получили дивизионную артиллерию, автотранспорт, лошадей и недостающее военное имущество. 16 августа в состав дивизии был включён 85-й гвардейский артиллерийский, но уже 17 августа полк был преобразован в гаубичный и передан в состав артиллерии Резерва Главнокомандования, а вместо него в состав 36-й гвардейской стрелковой дивизии вошёл 65-й гвардейский артиллерийский полк ранее входивший в состав 35-й гвардейской стрелковой дивизии.

## Участие в боевых действиях
Период вхождения в действующую армию: 11 августа 1942 года — 5 февраля 1943 года, 1 марта 1943 года — 9 мая 1945 года.
Боевой путь дивизия начала 13 августа 1942 года на подступах к Сталинграду. В составе 57-й и 64-й армий вела напряжённые оборонительные бои, участвовала в окружении и уничтожении немецко-фашистских войск под Сталинградом. В марте 1943 года, входя в состав 64-й армии Воронежского фронта, вела упорные бои на р. Северский Донец. В оборонительных сражении под Курском действовала в составе 7-й гв. армии того же фронта, отражая наступление противника юго-восточнее Белгорода. На этом же направлении участвовала в контрнаступлении, в ходе которого из 7-й гв. армии была передана в 57-ю армию Степного фронта. В ночь на 26 сентября 1943 года с ходу форсировала Днепр и захватила плацдарм на его правом берегу, в районе деревни Сошиновка, северо-западнее Днепропетровска. За форсирование Днепра звание Героя Советского Союза было присвоено 8 воинам дивизии. Развивая наступление с захваченного плацдарма, дивизия активными действиями способствовала освобождению Верхнеднепровска, за что 23 октября 1943 года ей было присвоено почётное наименование «Верхнеднепровской».
В Уманско-Ботошанской наступательной операции войск 2-го Украинского фронта 1944 дивизия освобождала крупный железнодорожный узел Помошная (17 марта), содействовала освобождению войсками 5-й гвардейской армии городов Новоукраинка (17 марта) и Первомайск (22 марта). За образцовое выполнение заданий командования при освобождении железнодорожного узла Помошная дивизия была награждена орденом Красного Знамени (29 марта 1944), а за отличие при освобождении г. Первомайск — орденом Суворова 2-й степени (1 апреля 1944). В дальнейшем части дивизии с ходу форсировали реки Южный Буг (23 марта) и Прут (14 апреля 1944), участвовали в боевых действиях по освобождению Румынии. За успешные боевые действия в Ясско-Кишинёвской наступательной операции, отвагу и мужество личного состава 104-й гв. стрелковый полк 15 сентября 1944 был удостоен почётного наименования Ясского.
В октябре 1944 — январе 1945 дивизия в составе 7-й гв. армии 2-го Украинского фронта участвовала в Дебреценской и Будапештской наступательных операциях. В уличных боях за Будапешт уничтожила свыше 3600 и захватила в плен 5300 вражеских солдат и офицеров. За боевые отличия при взятии Будапешта награждена орденом Кутузова 2-й степени (5 апреля 1945).
20 января 1945 была передана в 26-ю армию 3-го Украинского фронта, в составе которой участвовала в Балатонской оборонительной операции. После отражения контрнаступления противника в районе озера Балатон участвовала в Венской наступательной операции. Боевой путь завершила северо-восточнее австрийского города Брук и станции Леобен и к исходу 10 мая сосредоточилась в окрестностях Сант-Михаель. Здесь комдив приказал подполковнику Ф. А. Лобанову посадить полк на машины и, совершив бросок, овладеть Кнительфельдом и Цельтвегом. Вслед за 104-м полком в путь отправилась вся дивизия. К утру 11 мая батальоны 104-го полка очистили Цельтвег, Кнительфельд и захватили аэродром с находившимися там 150 самолётами. Прочесывая окружающую местность, они достигли города Пельс, где и остановились на отдых. Основные силы дивизии, завершив марш, к 11 часам 11 мая 1945 г. сосредоточились восточнее города Юденбург на реке Мур. 106-й полк расположился в посёлке Цельтвег, 108-й полк — в Кнительфельде. На этом рубеже дивизия встретилась с войсками союзников. Так в далеких Австрийских Альпах, почти в центре Европы, завершила свой боевой путь 36-я гвардейская стрелковая дивизия…

## Состав дивизии
- 104-й гвардейский стрелковый полк
- 106-й гвардейский стрелковый полк
- 108-й гвардейский стрелковый полк
- 85-й гвардейский артиллерийский полк (16—17.8.1942)
- 65-й гвардейский артиллерийский полк (с 17.8.1942)
- 39-й отдельный гвардейский истребительно-противотанковый дивизион
- 41-я отдельная гвардейская зенитная артиллерийская батарея (до 15.4.1943)
- 38-я отдельная гвардейская разведывательная рота
- 41-й отдельный гвардейский сапёрный батальон
- 143-й отдельный гвардейский батальон связи (47-я отдельная гвардейская рота связи)
- 503-й (40-й) медико-санитарный батальон
- 38-я отдельная гвардейская рота химической защиты
- 593-я (39-я) автотранспортная рота
- 626-я (34-я) полевая хлебопекарня
- 627-й (35-й) дивизионный ветеринарный лазарет
- 2146-я полевая почтовая станция
- 315-я полевая касса Госбанка[4]

## Подчинение
| Дата            | Фронт (округ)            | Армия                 | Корпус                             |
| --------------- | ------------------------ | --------------------- | ---------------------------------- |
| 01.08.1942 года | Московский военный округ |                       |                                    |
| 01.09.1942 года | Юго-Восточный фронт      | 64-я армия            |                                    |
| 01.10.1942 года | Сталинградский фронт     | 64-я армия            |                                    |
| 01.01.1943 года | Донской фронт            | 64-я армия            |                                    |
| 01.03.1943 года | Воронежский фронт        | 64-я армия            |                                    |
| 01.05.1943 года | Воронежский фронт        | 7-я гвардейская армия | 24-й гвардейский стрелковый корпус |
| 01.08.1943 года | Степной фронт            | 7-я гвардейская армия | 24-й гвардейский стрелковый корпус |
| 01.09.1943 года | Степной фронт            | 57-я армия            | 64-й стрелковый корпус             |
| 01.10.1943 года | Степной фронт            | 57-я армия            | 68-й стрелковый корпус             |
| 01.11.1943 года | 2-й Украинский фронт     | 7-я гвардейская армия | 24-й гвардейский стрелковый корпус |
| 01.04.1944 года | 2-й Украинский фронт     | 7-я гвардейская армия | 25-й гвардейский стрелковый корпус |
| 01.01.1945 года | 2-й Украинский фронт     | 7-я гвардейская армия | 27-й гвардейский стрелковый корпус |
| 01.02.1945 года | 3-й Украинский фронт     | 26-я армия            | 30-й стрелковый корпус             |

## Командование дивизии

### Командиры
- Денисенко, Михаил Иванович (06.08.1942 — 23.12.1943), гвардии полковник, гвардии генерал-майор;
- Лиленков, Георгий Павлович (11.02.1944 — 09.05.1945), гвардии генерал-майор[6][7]

### Военные комиссары (с 09.10.1942 заместители командира дивизии по политической части)
- Кудрявцев Иван Васильевич (01.08.1942 — 16.06.1943), гвардии бригадный комиссар, гвардии полковник;
- Байков Иван Васильевич (16.06.1943 — 12.06.1946), гвардии подполковник[8]

## Награды и почётные наименования
| Награда (наименование)                    | Дата                                                                         | За что получена |
| ----------------------------------------- | ---------------------------------------------------------------------------- | --- |
| Почётное звание «Гвардейская»             | приказ НКО СССР №                                                            | присвоено при формировании |
| Почётное наименование «Верхнеднепровская» | присвоено приказом Верховного главнокомандующего б/н от 23 октября 1943 года | за отличие в боях за овладение городом и железнодорожной станцией Верхнеднепровск                                                                                             |
| Орден Красного Знамени                    | награждена указом Президиума Верховного Совета СССР от 29 марта 1944 года    | за образцовое выполнение заданий командования в боях за освобождение города Ново-Украинка и важного железнодорожного узла Помошная и проявленные при этом доблесть и мужество |
| Орден Суворова II степени                 | награждена указом Президиума Верховного Совета СССР от 1 апреля 1944 года    | за образцовое выполнение заданий командования в боях за освобождение города Первомайска и проявленные при этом доблесть и мужество                                            |
| Орден Кутузова II степени                 | награждена указом Президиума Верховного Совета СССР от 5 апреля 1945 года    | за образцовое выполнение заданий командования в боях с немецкими захватчиками при овладении городом Будапешт и проявленные при этом доблесть и мужество                       |

14 раз отмечал в своих приказах Верховный Главнокомандующий отличные боевые действия соединения. Высокие награды заслужили и части дивизии.
Награды частей дивизии:
- 104-й гвардейский стрелковый Ясский[13] Краснознамённый[14] полк;
- 106-й гвардейский стрелковый Будапештский[15] ордена Суворова[16] полк;
- 108-й гвардейский стрелковый ордена Александра Невского[17] полк;
- 65-й гвардейский артиллерийский Ясский[13] Краснознамённый[14] полк;
- 39-й отдельный гвардейский противотанковый артиллерийский Краснознамённый[18] дивизион;
- 41-й отдельный гвардейский сапёрный ордена Александра Невского[14].

## Отличившиеся воины
За воинскую доблесть в годы войны свыше 13 тысяч воинов дивизии были награждены орденами и медалями, а 11 удостоены звания Героя Советского Союза.

### Герои Советского Союза
- Денисенко, Михаил Иванович, командир дивизии, генерал-майор.
- Дорохов, Николай Яковлевич, пулемётчик 104-го гвардейского стрелкового полка, гвардии сержант.
- Кукарин, Иван Александрович, орудийный номер противотанкового орудия 104-го гвардейского стрелкового полка, гвардии красноармеец.
- Кулик, Григорий Карпович, командир взвода 104-го гвардейского стрелкового полка, старший сержант[19].
- Матющенко, Пётр Афанасьевич, командир орудия 65-го гвардейского артиллерийского полка, старший сержант.
- Попов, Николай Антонович, стрелок 104-го гвардейского стрелкового полка, ефрейтор.
- Румянцев, Иван Васильевич, наводчик миномёта 104-го гвардейского стрелкового полка, гвардии младший сержант.
- Семёнов, Андрей Данилович, командир роты 104-го гвардейского стрелкового полка, гвардии капитан.
- Слободенюк, Иван Лукьянович, командир взвода управления 65-го гвардейского артиллерийского полка, старший лейтенант.
- Туманов, Иван Николаевич, автоматчик 104-го гвардейского стрелкового полка, красноармеец.
- Хацкевич, Вольф Беркович, командир 104-го гвардейского стрелкового полка, гвардии подполковник[20].

### Кавалеры ордена Славы трёх степеней
- Гасай, Дмитрий Васильевич, гвардии старшина, командир расчёта 76-мм орудия 108-го гвардейского стрелкового полка.
- Карандевич, Василий Филиппович, гвардии рядовой, разведчик 108-го гвардейского стрелкового полка.
- Корчагин, Алексей Ефимович, гвардии сержант, разведчик 38-й отдельной гвардейской разведывательной роты.
- Манько, Иван Константинович, гвардии младший сержант, помощник командира взвода пешей разведки 106-го гвардейского стрелкового полка. Погиб в бою 26 октября 1944 года.
- Ушанов, Алексей Васильевич, гвардии ефрейтор, разведчик-наблюдатель 65-го гвардейского артиллерийского полка.
- Чабанов, Иван Николаевич, гвардии старший сержант, командир пулемётного расчёта 108-го гвардейского стрелкового полка[21].